# Acoryphella
Acoryphella is een geslacht van rechtvleugeligen uit de familie veldsprinkhanen (Acrididae). De wetenschappelijke naam van dit geslacht is voor het eerst geldig gepubliceerd in 1907 door Ermanno Giglio-Tos.

## Soorten
Het geslacht Acoryphella omvat de volgende soorten:
- Acoryphella agilis Baccetti, 1984
- Acoryphella robusta Baccetti, 1984
- Acoryphella zonata Giglio-Tos, 1907